# ネリ・カルドソ
ネリ・ラウール・カルドーソ（Neri Raúl Cardozo, 1986年8月8日 - ）は、アルゼンチン・メンドーサ州メンドーサ出身の元サッカー選手。現役時代のポジションはミッドフィールダー。

## 経歴
16歳のときにボカ・ジュニアーズの下部組織に入団。トップチームデビューは2004年2月16日のクラブ・デ・ヒムナシア・イ・エスグリマ・ラ・プラタ戦である。快速を活かした高速ドリブルが武器である。華奢な容姿に反して短気であり、カードコレクターであることが欠点。2009年1月、メキシコリーグのチアパスFCに移籍した。2016年6月9日、CFモンテレイからケレタロFCに期限付き移籍することが決定した。
アルゼンチン代表ではU-17 2003年大会に出場、さらにワールドユース2003年大会にも出場し同年に2大会出場という珍しい経歴を持つ。連続出場となったワールドユース2005年大会では優勝した。2007年4月18日のチリ代表戦においてA代表デビューを果たした。

## タイトル

### クラブ
ボカ・ジュニアーズ
- プリメーラ・ディビシオン : 2005-06A, 2005-06C, 2008-09A
- コパ・スダメリカーナ : 2004, 2005
- レコパ・スダメリカーナ : 2005, 2006, 2008
- コパ・リベルタドーレス : 2007

モンテレイ
- リーガMX : 2010A
- インテルリーガ : 2010
- コパ・メヒコ : 2017A
- CONCACAFチャンピオンズリーグ : 2010-11, 2011-12, 2012-13

ケレタロ
- コパ・メヒコ : 2016A

ラシン・クルブ
- プリメーラ・ディビシオン : 2018-19

### 代表
U-20アルゼンチン代表
- FIFAワールドユース選手権 : 2005